# McCune
McCune és una població dels Estats Units a l'estat de Kansas. Segons el cens del 2000 tenia 426 habitants.

## Demografia
Segons el cens del 2000, McCune tenia 426 habitants, 173 habitatges, i 115 famílies. La densitat de població era de 530,6 habitants/km².
Dels 173 habitatges en un 40,5% hi vivien nens de menys de 18 anys, en un 54,3% hi vivien parelles casades, en un 7,5% dones solteres, i en un 33,5% no eren unitats familiars. En el 30,6% dels habitatges hi vivien persones soles el 13,3% de les quals corresponia a persones de 65 anys o més que vivien soles. El nombre mitjà de persones vivint en cada habitatge era de 2,46 i el nombre mitjà de persones que vivien en cada família era de 3,1.
Per edats la població es repartia de la següent manera: un 29,1% tenia menys de 18 anys, un 8,9% entre 18 i 24, un 27,9% entre 25 i 44, un 22,1% de 45 a 60 i un 12% 65 anys o més.
L'edat mediana era de 35 anys. Per cada 100 dones de 18 o més anys hi havia 96,1 homes.
La renda mediana per habitatge era de 30.347 $ i la renda mediana per família de 34.375 $. Els homes tenien una renda mediana de 29.375 $ mentre que les dones 20.625 $. La renda per capita de la població era de 12.563 $. Entorn del 12,9% de les famílies i el 16,7% de la població estaven per davall del llindar de pobresa.

## Poblacions més properes
El següent diagrama mostra les poblacions més properes.